# Camp de l'Arpa (metropolitana di Barcellona)
Camp de l'Arpa è una stazione della linea 5 della metropolitana di Barcellona situata sotto la calle Indústria nel distretto di Sant Martí di Barcellona.
La stazione fu inaugurata nel 1970 come parte dell'allora Linea V con il nome di Campo del Arpa. Nel 1982 con il riordino delle linee la stazione entrò a far parte della nuova L5 e assunse la nuova denominazione in catalano.